# Sacramenta Esporte Clube Beneficente
Sacramenta Esporte Clube Beneficente é um clube brasileiro de futebol da cidade de Belém, capital do estado do Pará. Fundado em 7 de setembro de 1936, suas cores são verde e branco.
Atualmente com estatuto de clube amador, o Sacramenta participou do Campeonato Paraense de Futebol entre 1961-62, 1968-1971, em 1974 e 1976-77, seu último ano na elite do futebol paraense, foi campeão da segunda divisão estadual em 1957.
Após sua queda para a Segunda Divisão estadual em 1977, o clube não conseguiu mais o acesso à Divisão Principal, passando a ser um clube amador, voltando-se predominantemente para o futebol feminino.

## Participações no Campeonato Paraense
- Campeonato Paraense de Futebol: 8 (1961-1962, 1968-1971, 1974, 1976-1977)